# Починок (Железнодорожное сельское поселение)
Починок — деревня в Шекснинском районе Вологодской области.
Входит в состав сельского поселения Железнодорожного, с точки зрения административно-территориального деления — в Железнодорожный сельсовет.
Расстояние по автодороге до районного центра Шексны — 18 км, до центра муниципального образования Пачи — 6 км. Ближайшие населённые пункты — Ванеево, Харламово, Митькино.
По данным переписи в 2002 году постоянного населения не было.